# Skank Hunt
«Skank Hunt» es el segundo episodio de la vigésima temporada de la serie animada de televisión norteamericana South Park. Es el episodio número 269 de la serie y fue escrito y dirigido por el cocreador de la misma Trey Parker. Se estrenó en Estados Unidos el 21 de septiembre de 2016 en el canal Comedy Central.
El acoso a las chicas a través de Twitter continúa mientras los alumnos de la escuela primaria de South Park tienen que lidiar con una pérdida dolorosa. Los chicos deciden que tienen que tomar medidas extremas contra Cartman pero, mientras tanto, «Skankhunt42» se las arregla para mantener su identidad secreta como un trol despiadado mientras ejecuta su abuso en línea a nivel global. Por su parte, las chicas no soportan más los abusos por Internet y deciden efectuar un «contra ataque» que dejará la escuela devastada.

## Trama

### Acto 1
En la escuela primaria de South Park, se encuentran reunidos los padres en una conferencia sobre el fenómeno de los troll, que son personas que utilizan Internet para enviar mensajes degradantes y acosar a los usuarios de la red. Todos piensan que "Skankhunt42" es el alias de un niño de la escuela y por ello el conferenciante les solicita a los padres que se hagan la pregunta: ¿puede mi hijo ser un troll?
Mientras tanto, la estudiante Heidi Turner se encuentra parada al borde de un puente y escribe por su celular mientras llora por ser víctima de acoso por Internet. Al parecer tiene intenciones de suicidarse. Más tarde, la escuela se encuentra repleta de policías que indagan sobre la chica. Todo el personal de la escuela se encuentra consternado, en ese momento llega Kyle y los chicos lo enteran de que Heidi "se salió de Twitter". El consejero Mackey se reúne con chicos (y con Heidi), trata de consolarlos y les pide que escriban mensajes de condolencia en Twitter. Todos los chicos están cansados del bulling electrónico y piensan que Cartman es el culpable. Stan advierte que si vuelve a suceder otro caso de acoso, se tomaran medidas extremas.
El padre de Kyle trata de prevenir que su hijastro Ike utilice mal Internet y le da una charla al respecto, pero en realidad solo se justifica a sí mismo su papel de troll, puesto que piensa que es algo divertido y que lo hace cada vez más famoso. Cuando sale del cuarto de Ike, se dirige a su estudio, sirve una copa de vino, coloca el tema "Smokin" en un disco de la banda "Boston" y se dedica a inundar las redes sociales con mensajes agresivos y denigrantes, especialmente sobre las mujeres.
Al día siguiente, las chicas de la escuela están indignadas por los nuevos mensajes que aparecen en la red y deciden tomar acciones drásticas. En vista de esto, los chicos se reúnen y deciden hacer pagar a Cartman, aunque Kyle tiene dudas de que él sea el responsable. Stan idea un plan que consiste en hacer una fiesta en una cabaña alejada en medio del bosque donde solo los chicos pueden ir a jugar videojuegos, pero en realidad lo que desean es ejecutar acciones en contra de Cartman.

### Acto 2
El consejero Mackey sigue consumiendo las Memberberries para relajarse y en ese momento entra a su oficina el estudiante Scott Malkinson quien también desea salirse de Twitter porque dice que nadie responde sus mensajes y siente no importarle a las personas. El señor Mackey trata de calmarlo pero Scott insiste en salirse de la red social. Mientras esto pasa todos los chicos se dirigen a través del bosque hacia la cabaña. Cartman se encuentra muy animado y los demás chicos lo escuchan hablar mientras lo observan en forma sigilosa. 
Por otro lado, el padre de Kyle está muy feliz de su papel anónimo como "Skankhunt42", no parece tener el más mínimo remordimiento por sus acciones y sale de compras cantando y bailando. Mientras esto pasa, los chicos por fin llegan a la cabaña la cual tiene un hoyo cavado en su entrada. Cartman sigue muy contento, pero los demás lo miran con odio mientras sacan de sus maletas todo tipo de armas (cuchillos, bates de béisbol, martillos, etc). Por fin Eric se da cuenta de lo que sucede: "los chicos van a acabar con todos sus equipos de comunicación", para que no pueda enviar más mensajes ofensivos. Cartman les implora que no lo hagan pero ellos no lo escuchan y se abalanzan sobre él destruyendo todo y luego enterrándolo el hoyo al pie de la cabaña.

### Acto 3
Mientras duerme, el consejero Mackey recibe una llamada de Scott Malkinson quien nuevamente le manifiesta su intención de salirse de Twitter, Mackey trata de convencerlo de que no lo haga y se queda hablando con Scott toda la noche. Mientras esto sucede, Gerald (padre de Kyle) sigue atacando en las redes sociales, pero esta vez, una activista danesa contesta los mensajes del troll e inicia una guerra entre ellos.
Al día siguiente en la escuela, los chicos se enteran de que Skankhunt42 atacó nuevamente y se dan cuenta de que ellos agredieron a Cartman sin motivo. Por su parte las chicas deciden llevar a cabo sus represalias y comienzan a romper sus relaciones sentimentales con todos los chicos de la escuela entregándoles notas donde se despiden para siempre. La última nota es entregada por Wendy a Stan y la escuela queda devastada.

## Producción

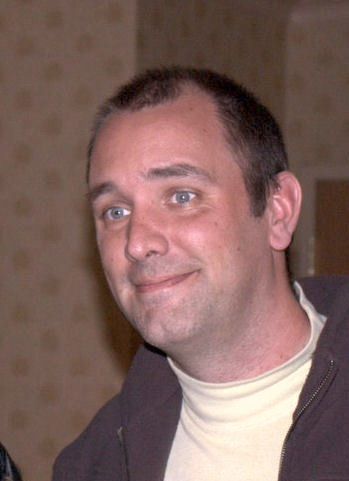
El director y escritor del episodio Trey parker

South Park continúa con su narrativa serial en el episodio Skank Hunt. La utilización de un hilo conductor en la trama, en este caso la historias de un troll que acosa a las mujeres del pueblo, proviene del episodio anterior y se proyecta hacia los siguientes. Esto hace que la narración resulte más coherente y atractiva para los espectadores. Sin embargo, la trama de las elecciones presidenciales que había comenzado en Member Berries apenas se menciona en una de las escenas de Skank Hunt, lo que demuestra que va a ser utilizada en forma más tangencial durante la temporada, pero no como la historia predominante. Este recurso ya ha sido utilizado en el pasado por Parker y Stone, es decir, se tienen varios temas para elaborar los episodios, aunque predomina uno de ellos.

### Personajes

#### Habituales y no debutantes
| Personaje         | Roll                  | Debut                                        |
| ----------------- | --------------------- | -------------------------------------------- |
| Eric Cartman      | Personaje principal   | El Espíritu de la Navidad (Jesús vs. Frosty) |
| Kyle Broflovski   | Personaje principal   | El Espíritu de la Navidad (Jesús vs. Frosty) |
| Stan Marsh        | Personaje principal   | El Espíritu de la Navidad (Jesús vs. Frosty) |
| Butters Stotch    | Estudiante            | Cartman Consigue una Sonda Anal              |
| Wendy Testaburger | Estudiante            | El Espíritu de la Navidad (Jesús vs. Frosty) |
| Heidi Turner      | Estudiante            | Mariposeando con los niños                   |
| Bebe Stevens      | Estudiante            | Cartman Consigue una Sonda Anal              |
| Red               | Estudiante            | Cartman Consigue una Sonda Anal              |
| Nelly             | Estudiante            | La lista                                     |
| Nichole Daniels   | Estudiante            | Cartman encuentra el amor                    |
| Clyde Donovan     | Estudiante            | Cartman Consigue una Sonda Anal              |
| Annie Knitts      | Estudiante            | Cartman Consigue una Sonda Anal              |
| Craig Tucker      | Estudiante            | El Sr. Mojón, el espíritu de la Navidad      |
| Jimmy Valmer      | Estudiante            | Pelea de invalidos                           |
| Token Black       | Estudiante            | Cartman Consigue una Sonda Anal              |
| Scott Malkinson   | Estudiante            | Musical de primaria                          |
| Gerald Broflovski | Padre de Kyle         | Paco el flaco                                |
| Sheila Broflovski | Madre de Kyle         | Muerte                                       |
| Ike Broflovski    | Hermano de Kyle       | Cartman Consigue una Sonda Anal              |
| Mr. Mackey        | Consejero estudiantíl | El Sr. Mojón, el espíritu de la Navidad      |

#### Debutantes
| Personaje        | Roll       |
| ---------------- | ---------- |
| Freja Ollengaurd | Deportista |

#### Locaciones
| Locación                    | Utilización | Primera aparición               |
| --------------------------- | ----------- | ------------------------------- |
| Escuela primaria South Park | Escuela     | Cartman Consigue una Sonda Anal |
| Resencia Broflovsky         | Residencia  | Muerte                          |

## Temática y referencias culturales

### Temática principal

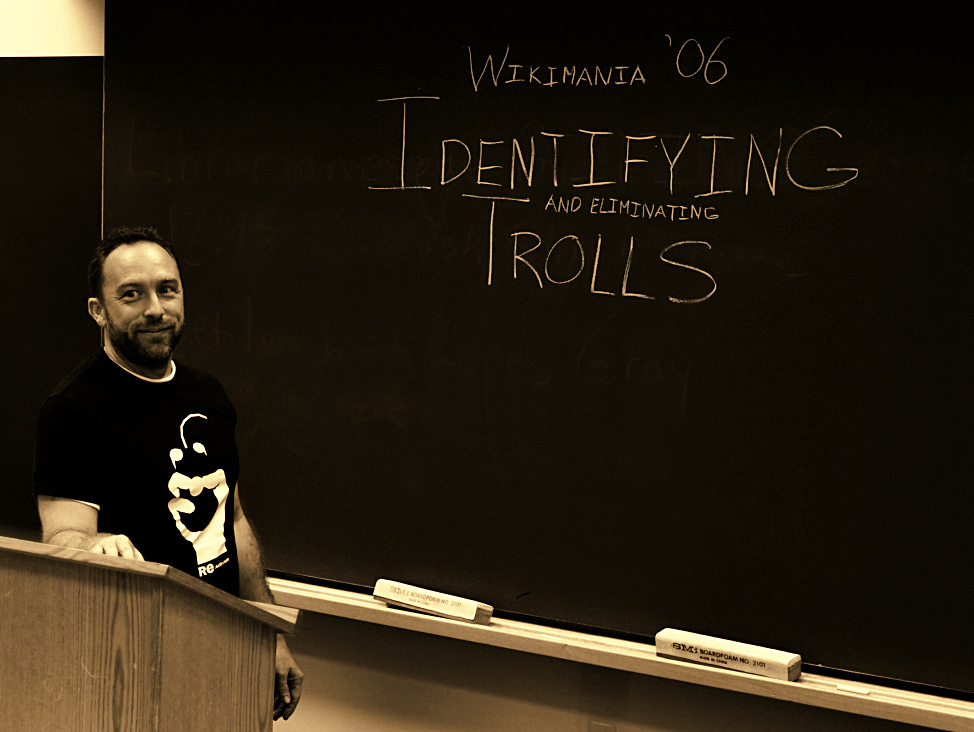
El tema de los troll en Internet ha sido una preocupación

Nuevamente South Park aborda como temática principal de un episodio un problema relacionado con la tecnología y sus implicaciones culturales y sociales. Desde hace varias temporadas, Parker y Stone han mostrado su preocupación por estos temas: videojuegos, redes sociales, drones, etc. En este caso los escritores incursionan con fuerza en el tema del acoso o bulling por Internet realizado por individuos que reciben la denominación genérica de trolles. Un troll es una persona que ingresa a cualquier espacio de Internet, especialmente a las redes sociales y tiene como objetivo generar un gran malestar a través de comentarios ofensivos, saboteo del contenido de páginas web o cualquier práctica similar. Este fenómeno apareció casi con las mimas redes sociales pero hasta hoy apenas es trabajado en South Park y constituye uno de los graves problemas de la utilización de Internet. 

Aviso: En esta página está prohibido trolear

En Skank Hunt se afirma que se ha estereotipado la imagen del troll como un individuo asocial, fracasado, con problemas familiares y de autoestima. Sin embargo, Gerald Broflovsky no reúne ninguna de esas características, se trata de una persona totalmente normal. Entonces ¿cuales son los motivos para que actúe así? Al parecer simplemente lo hace porque lo disfruta y siente algo de poder por la atención que logra atraer y por el anonimato que lo deja exento de cualquier sanción.
El tema del bulling está estrechamente relacionado con el otro tema del episodio: La importancia de las redes sociales y la obsesión por el Internet en la sociedad. Todo South Park se encuentra conmocionado por los comentarios de las redes sociales. Cuando Heidi Turner cierra su cuenta de Twitter, ella comete un "suicidio social" y así lo entienden sus compañeros y profesores de escuela. El señor Mackey trata de que Scott Malkinson no siga los pasos de Heidi y lo aconseja como si se tratara de una persona que está al borde del suicidio. Malkinson se siente marginado porque "sus compañeros no contestan sus mensajes", parece no importar a nadie. El suicidio social de que se habla en el episodio también puede ser llevado al extremo del suicidio real y por esta razón la escena de Heidi a punto de saltar del puente está llena de dramatismo.